# Gare de Berlin Westkreuz
La gare de Berlin Westkreuz (« croisement de l'Ouest », BWK) est une gare ferroviaire berlinoise. Elle est située dans le quartier de Charlottenbourg, à la frontière avec Westend, Grunewald et Halensee, près de la parc des expositions de Berlin. 
Comme son nom l'indique, cette gare de correspondance est donc l'un des Kreuze de la S-Bahn de Berlin, soit croisement de convois de la Ringbahn (petite ceinture) avec la ligne de Berlin à Blankenheim et la ligne suburbaine à Spandau.

## Situation ferroviaire
La station est située au point kilométrique (PK) 30,4 de la Ringbahn, au PK 12,6 de ligne de Berlin à Blankenheim et au PK 12,6 de la ligne suburbaine à Spandau. C'est une gare de catégorie 3 d'après la classification allemande. Elle est dans la zone tarifaire A de Berlin-Brandebourg.

## Histoire

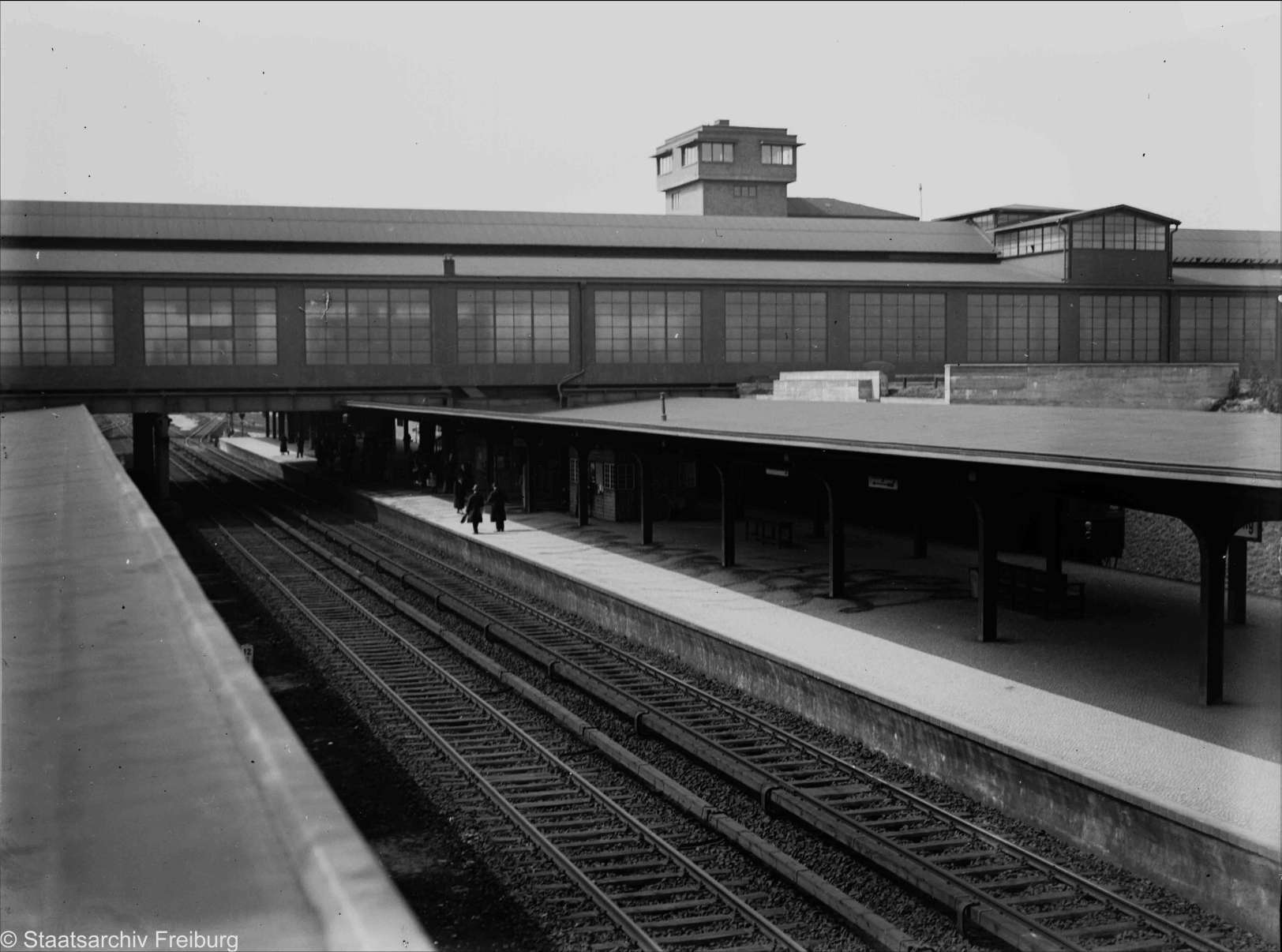
La gare en 1931.

## Galerie de photographies

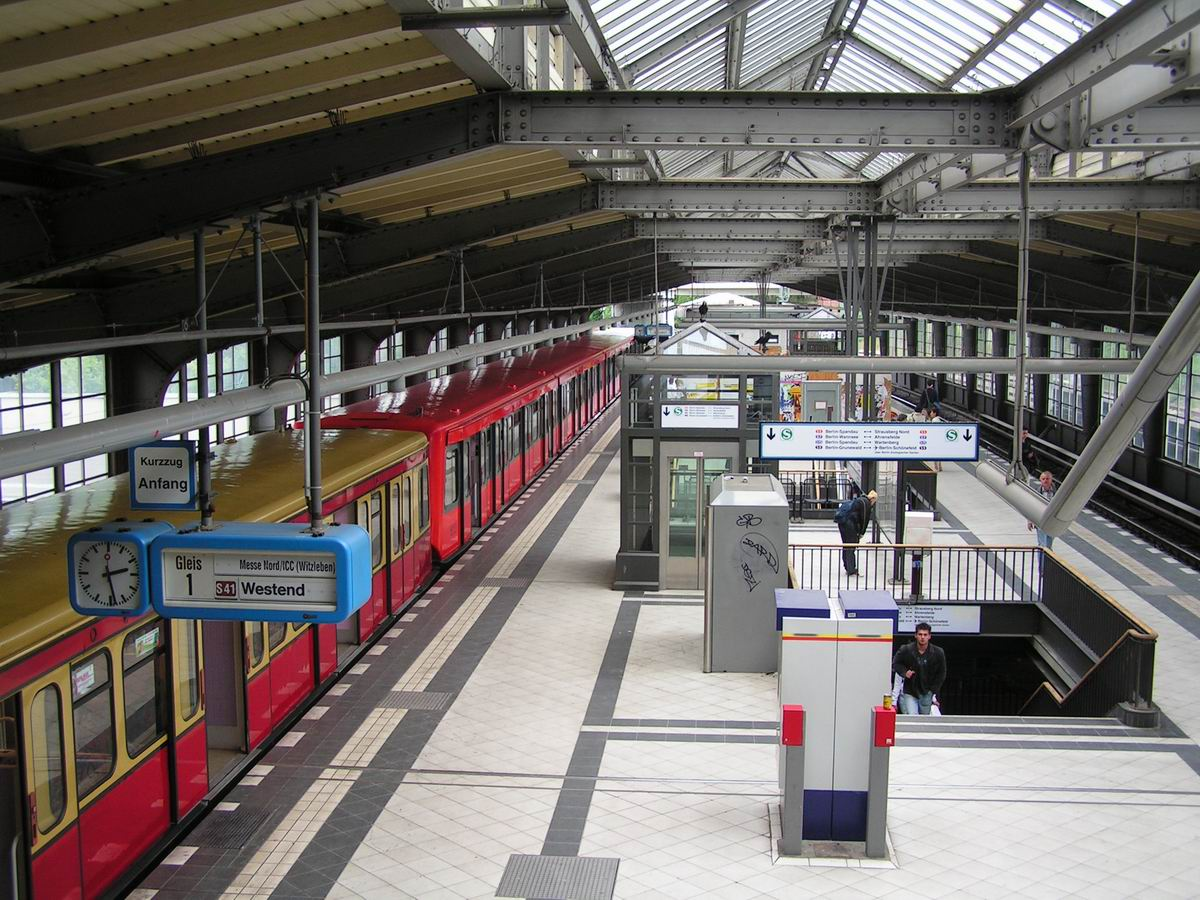
Quai du Ringbahn (étage supérieur).
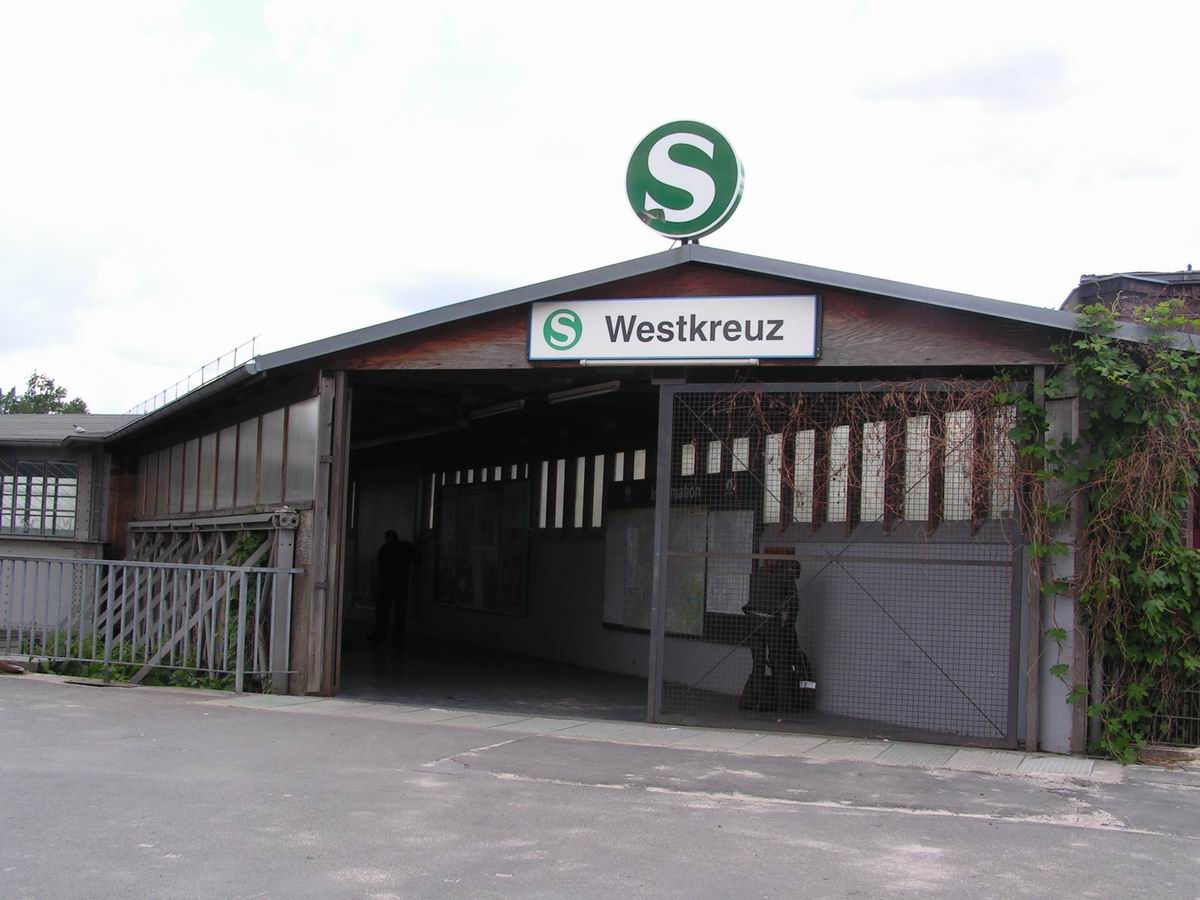
La seule entrée de la gare.
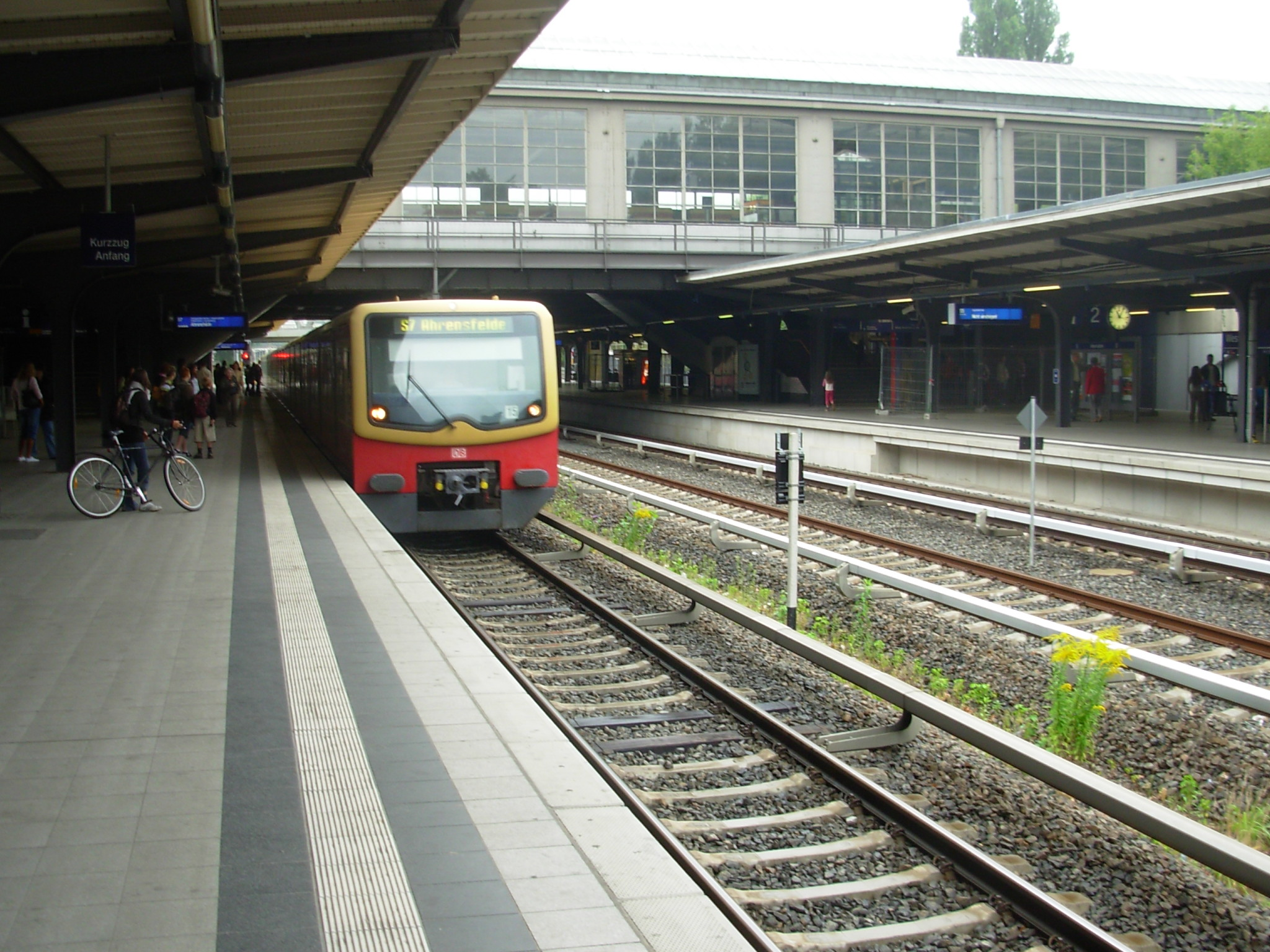
Quai du S-Bahn est-ouest (étage inférieur).